# Heiratspolitik

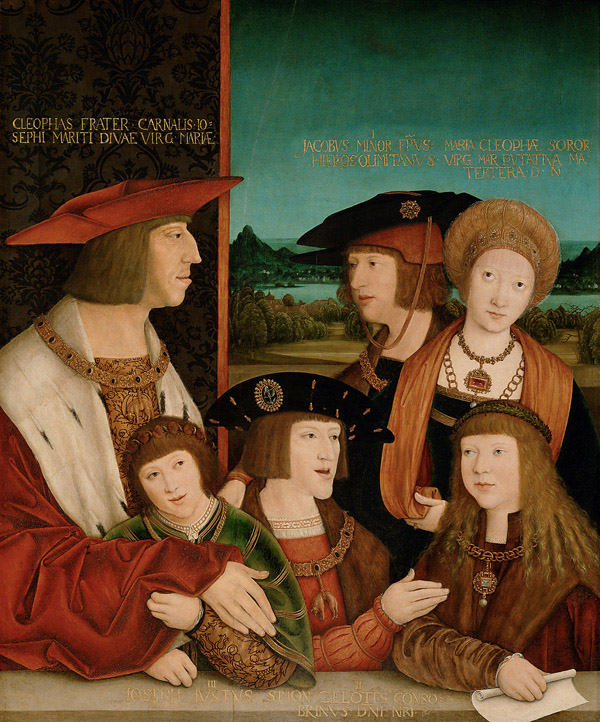
Kaiser Maximilian und seine Familie (Bernhard Strigel 1516): Die Ehe Kaiser Maximilians I. mit Maria von Burgund verstärkte den Aufstieg der Habsburger und wurde zum Ausgangspunkt ihrer planmäßigen Heiratspolitik.

Heiratspolitik bezeichnet die planmäßige Vorgehensweise vieler hochadliger Familien und regierender Monarchen, die Herrschaft ihrer Person und Familie durch die gezielte Verheiratung ihrer Nachkommen abzusichern oder auszubauen und so die „vorhandenen Humanressourcen der Familie“ auszunutzen, indem möglichst wirkungsvolle Verbindungen mit anderen Herrscherhäusern eingegangen werden, bis hin zu Allianzen mit gegenseitigem Frauentausch. Diese Verbindungen sind oft arrangierte Heiraten und teils Zwangsheiraten, die bereits mit einer frühen Kinderverlobung eingeleitet werden können.
Im weitesten Sinne wird unter Heiratspolitik auch die strategische Auswahl von Heiratspartnern bei Großfamilien, Abstammungsgruppen (Lineages, Clans) und anderen sozialen Gruppen verstanden (siehe auch Heiratsregeln, Heiratskreis).

## Europäische Geschichte
Eine besondere politische Bedeutung hatte Heiratspolitik in der europäischen Vormoderne (500 bis 1000 n. Chr.), als der bürokratische Machtstaat der Moderne noch nicht ausgebildet war und Herrschaft nur über persönliche Beziehungen ausgeübt werden konnte. Heiratspolitik war folglich eng verbunden mit der hauptsächlichen Herrschaftsform der Erbmonarchie und des sie jeweils tragenden Herrscherhauses (Dynastie). Der deutsche Historiker Heinz Duchhardt ist der Ansicht, das Thema mache „einen eminent wichtigen Teil der Signatur des vormodernen Europa“ aus und hebe den Kontinent bis ins 19. Jahrhundert gegenüber den anderen hervor: „Dynastizismus und ,Heiratspolitik‘ der Dynastien zielen ins Zentrum des europäischen Mit- und Nebeneinanders: in die internationale Politik […], in die Kulturgeschichte des Politischen, in die Mentalitätsgeschichte, in die Konfessionalisierungsgeschichte.“ Der Historiker Walter Demel macht bei dieser Praxis „zumindest auf der Ebene des Hochadels wahrhaft ,europäische‘ Verflechtungen“ aus. Auch der Historiker Ronald Asch betont, dass derartige Strategien vor allem im Hochadel Bedeutung hatten; beim landsässigen Niederadel sei die politische Auswirkung geringer und die Auswahlfreiheit bei Eheverbindungen dadurch größer gewesen.
Eheschließungen konnten Bündnisse zwischen regierenden Häusern begründen oder stützen. Gerade nach Kriegen diente die Verheiratung von Nachkommen der bisher gegeneinander kämpfenden Kriegsparteien dazu, die Befriedung auch personell durch die so geschlossene dynastische Allianz abzusichern.
Tobias Weller konnte 2004 mit seiner breit angelegten Studie Heiratspolitik des deutschen Hochadels im 12. Jahrhundert. unterschiedliche Heiratstypen unterscheiden. Zwischen den Fürsten des Reiches dienten Vermählungen, um einen Vertrag oder eine Übereinkunft zu bekräftigen, sicherten bzw. brachten politische Bindungen zum Ausdruck, „Rekonziliationsheiraten“ sollten Konflikte zwischen Dynastien beenden. Als „Erwerbsheirat“ bezeichnet Weller wiederum Ehen, wenn die Mitgift der Braut im Vordergrund stand. Liebesheiraten bzw. persönliche Erwägungen blieben – wenn überhaupt nur – Männern vorbehalten. Einzige Ausnahme sei hier nach Weller die Pfalzgräfin Agnes von Staufen gewesen, die ihre Liebesheirat (Hochzeit von Stahleck) mit Heinrich von Braunschweig habe durchsetzen können. Trennungen haben nach Weller genauso politischen Erwägungen gehorcht.
Auf der anderen Seite geriet ein herrschendes Haus durch Eheschließungen zur Konfliktbeilegung in eine mögliche Gefahr, da eine bisher konkurrierende Dynastie dadurch Teil der Erbfolge wurde – ein Konfliktpotenzial, das zu Erbfolgekriegen führen konnte, insbesondere im frühneuzeitlichen dynastischen Fürstenstaat des 17. und 18. Jahrhunderts, wie der deutsche Historiker Johannes Kunisch betonte.
Bekannt wurde die weit verzweigte und wirksame Heiratspolitik der Habsburger, deren berühmt gewordener Leitspruch Bella gerant alii – tu, felix Austria, nube! („Kriege mögen andere führen – du glückliches Österreich, heirate!“) zum geflügelten Wort wurde. Beispielhaft entzündete sich der über zwei Jahrhunderte andauernde habsburgisch-französische Gegensatz an der Ehe des Sohnes von Kaiser Friedrich III., des späteren Kaisers Maximilian I. mit Maria von Burgund.

## Außerhalb Europas
Dass Heiraten auch in vormodernen Gesellschaften außerhalb Europas politischen Plänen unterlagen, aber auch dort kulturell spezifische – und meist engergefasste – Muster ausprägten, zeigt etwa die Heiratspolitik im frühislamischen Arabien.